# Радфельд
Радфельд (нім. Radfeld) — містечко й громада округу Куфштайн у землі Тіроль, Австрія.
Радфельд лежить на висоті 512 м над рівнем моря і займає площу 14,32 км². Громада налічує 2292 мешканців.
Густота населення 160/км².
|                                   |
| Радфельд на мапі округу та землі. |

 Адреса управління громади: Dorfstraße 57, 6241 Radfeld.